# The Soundtrack of Our Lives
The Soundtrack of Our Lives est un groupe de rock suédois, originaire de Göteborg. Le groupe se sépare en 2012 après la sortie de leur tout dernier album, Throw it to the Universe. Leur album Behind the Music est nommé pour le prix du meilleur album alternatif à l'occasion de l'édition 2003 des Grammy Awards.

## Biographie

### Formation
Il est formé en 1995 sur les cendres de Union Carbide Productions. La nouvelle formation s'éloigne du punk rock pour s'adonner à un rock psychédélique davantage inspiré des années 1960, qui a été salué par de nombreux critiques. The Soundtrack of Our Lives est à l'origine formé par Torbjörn « Ebbot » Lundberg, Björn Olsson, Ian Person, Kalle Gustafsson Jerneholm, Fredrik Sandsten et Martin Hederos. Plusieurs membres, dont Ebbot Lundberg, ont joué au sein du groupe de punk rock Union Carbide Productions. Olsson quitte son groupe, T.S.O.O.L., après la sortie de Welcome to the Infant Freebase.

### Tournées et sorties
Le groupe jouit du succès aux États-Unis en 2002, avec son troisième album Behind the Music, qui est sorti un an plus tôt en Europe. Il est nommé pour un prix dans la catégorie du meilleur album alternatif au Grammy Awards en 2003. Ils reviennent aux US en 2002 avec Oasis en soutien à leur album Behind the Music. Leur double-album Communion est publié en novembre 2008. Après une tournée américaine, le groupe annonce l'enregistrement de l'album Throw It Into the Universe. En octobre 2010, le groupe annonce la sortie de son premier best of intitulé Golden Greats no. 1.
Au début de 2012, ils annoncent leur nouvel album, Throw It to the Universe, qui est publié le 18 avril 2012. Ebbot Lundberg expliquera au Intro Magazine que Throw It to the Universe est le dernier du groupe. Le groupe joue son dernier concert le 12 décembre 2012 à Stockholm

## Culture populaire
Leur morceau Sister Surroundest inclus dans le « jukebox » de MVP Baseball 2003, édité par EA Sports et Karmageddon est inclus dans les jeux vidéo NHL 2005 et FIFA Football 2005' et dans le film Grand Theft Parsons. Sister Surround est inclus dans un épisode de Six Feet Under. Le morceau Second Life Replay est inclus dans un épisode de Californication. Le morceau Big Time a lui fait son apparition dans la bande son qui est jouée pendant les courses du jeu vidéo de course automobile Gran Turismo 4.

## Membres

### Derniers membres
- Ebbot Lundberg – chant (1995–2012)
- Ian Person – guitare (1995–2012)
- Martin Hederos – claviers (1995–2012)
- Kalle Gustafsson Jerneholm – basse (1995-2012)
- Fredrik Sandsten – batterie (1995–2012)
- Mattias Bärjed – guitare (1997–2012)

### Ancien membre
- Björn Olsson – guitare (1995–1997)

## Discographie

### Albums studio
- 1996 : Welcome to the Infant Freebase (Telegram)
- 1998 : Extended Revelation for the Psychic Weaklings of Western Civilization (Telegram)
- 2001 : Behind the Music (Telegram)
- 2004 : Origin Vol. 1 (Telegram)
- 2005 : A Present from the Past (Telegram)
- 2008 : Communion
- 2012 : Throw it to the Universe

### EP
- 1996 : Homo Habilis Blues
- 2000 : Gimme Five!

### Singles
- Instant Repeater '99 (1996)
- Blow My Cool (1997)
- Mantra Slider (1998)
- Black Star (1998)
- Firmanent Vacation (1998)
- Avenger Hill Street Blues (1999)
- Still Aging (2001)
- Nevermore (2001)
- Sister Surround (2001)
- 21st Century Rip Off (2001)
- Big Time (2004)
- Believe I've found (2004)
- Heading for a Breakdown (2005)
- The Immaculate Convergence (2010)